# Capão do Leão
Capão do Leão egy község (município) Brazíliában, Rio Grande do Sul állam déli részén. 2021-ben népességét 25 462 főre becsülték.

## Nevének eredete
Korábbi nevei Serro, Santa Ana, Pavão voltak. A capão do Leão jelentése Oroszlán-liget, és több feltételezés is van az eredetére. Az egyik szerint egy vándorcirkuszból elszabadult oroszlán kóborolt a környéken, egy másik szerint pedig egy Leão nevű azori gazdának volt birtoka a közeli Passo das Pedrasnál. Azonban sokkal valószínűbb, hogy a környéken előforduló pumákról nevezték el, amelynek brazíliai elnevezése leão-baio. A Capão do Leão toponímiát már 1809-ben feljegyezték.

## Története
Területén természeti népek éltek, akik után több tárgyi emlék maradt. A 18. században a mai Capão do Leão területe São Pedro do Rio Grande község részét képezte, határa az úgynevezett Araujos-farmoknál volt. 1893-ban Pelotas kerületévé vált. A termékeny talaj, a hely nyugalma és szépsége számos telepest vonzott ide, és Pelotas gazdag családjai is itt építettek villákat. Mivel a környéken nagy mennyiségben fordul elő a gránit, 1909-ben a Compagnie Française du Port de Rio Grande do Sul kőbányát nyitott és vasutat épített, amely nagymértékben hozzájárult a hely gazdasági fejlődéséhez. 1982-ben független községgé nyilvánították.

## Leírása
Része az Aglomeração Urbana do Sul városi agglomerációnak, melynek további tagjai Arroio do Padre, Pelotas, Rio Grande, São José do Norte, és mintegy 650 000 lakos él a területén. Gránitbányáját a világ második legnagyobb kőbányájaként szokták említeni, bár ez nem helytálló.